# Zoé Sostre
Zoé Sostre (12 maggio 1993) è una pallavolista portoricana, nel ruolo di centrale.

## Carriera

### Club
La carriera di Zoé Sostre inizia nei tornei universitari statunitensi, giocando prima in NJCAA Division I con lo Hillsborough e poi, nel 2013, in NCAA Division I con la Tennessee State.
Tornata in patria, inizia la carriera da professionista nella Liga de Voleibol Superior Femenino: nel 2016 difende i colori delle Gigantes de Carolina, mentre nel torneo seguente indossa la casacca delle Polluelas de Aibonito. Dopo aver giocato la LVSF 2019 con le Amazonas de Trujillo Alto, approda nel corso della stagione 2020 alle Pinkin de Corozal. Cambia ancora squadra nel 2021, approdando alle Grises de Humacao, mentre per il torneo 2022 è di scena con le Changas de Naranjito.
Per la Liga de Voleibol Superior Femenino 2023 viene ingaggiata dalle Leonas de Ponce, mentre inizia la Liga de Voleibol Superior Femenino 2024 indossando la casacca delle Mets de Guaynabo, facendo poi ritorno a metà stagione alle Changas de Naranjito.